# Lista planetelor minore: 97001–98000
| Nume                                            | Denumire provizorie                             | Data descoperirii                               | Locul descoperirii                              | Descoperitor(i)                                 |                                                 |                                                 |                                                 |                                                 |                                                 |                                                 |                                                 |                                                 |                                                 |                                                 |                                                 |                                                 |                                                 |                                                 |                                                 |                                                 |                                                 |                                                 |                                                 |                                                 |                                                 |                                                 |                                                 |                                                 |                                                 |                                                 |                                                 |                                                 |                                                 |                                                 |                                                 |                                                 |                                                 |                                                 |                                                 |                                                 |                                                 |                                                 |                                                 |                                                 |                                                 |                                                 |                                                 |                                                 |                                                 |
| 97001–97100 Lista planetelor minore/97001–97100 | 97001–97100 Lista planetelor minore/97001–97100 | 97001–97100 Lista planetelor minore/97001–97100 | 97001–97100 Lista planetelor minore/97001–97100 | 97001–97100 Lista planetelor minore/97001–97100 | 97101–97200 Lista planetelor minore/97101–97200 | 97101–97200 Lista planetelor minore/97101–97200 | 97101–97200 Lista planetelor minore/97101–97200 | 97101–97200 Lista planetelor minore/97101–97200 | 97101–97200 Lista planetelor minore/97101–97200 | 97201–97300 Lista planetelor minore/97201–97300 | 97201–97300 Lista planetelor minore/97201–97300 | 97201–97300 Lista planetelor minore/97201–97300 | 97201–97300 Lista planetelor minore/97201–97300 | 97201–97300 Lista planetelor minore/97201–97300 | 97301–97400 Lista planetelor minore/97301–97400 | 97301–97400 Lista planetelor minore/97301–97400 | 97301–97400 Lista planetelor minore/97301–97400 | 97301–97400 Lista planetelor minore/97301–97400 | 97301–97400 Lista planetelor minore/97301–97400 | 97401–97500 Lista planetelor minore/97401–97500 | 97401–97500 Lista planetelor minore/97401–97500 | 97401–97500 Lista planetelor minore/97401–97500 | 97401–97500 Lista planetelor minore/97401–97500 | 97401–97500 Lista planetelor minore/97401–97500 | 97501–97600 Lista planetelor minore/97501–97600 | 97501–97600 Lista planetelor minore/97501–97600 | 97501–97600 Lista planetelor minore/97501–97600 | 97501–97600 Lista planetelor minore/97501–97600 | 97501–97600 Lista planetelor minore/97501–97600 | 97601–97700 Lista planetelor minore/97601–97700 | 97601–97700 Lista planetelor minore/97601–97700 | 97601–97700 Lista planetelor minore/97601–97700 | 97601–97700 Lista planetelor minore/97601–97700 | 97601–97700 Lista planetelor minore/97601–97700 | 97701–97800 Lista planetelor minore/97701–97800 | 97701–97800 Lista planetelor minore/97701–97800 | 97701–97800 Lista planetelor minore/97701–97800 | 97701–97800 Lista planetelor minore/97701–97800 | 97701–97800 Lista planetelor minore/97701–97800 | 97801–97900 Lista planetelor minore/97801–97900 | 97801–97900 Lista planetelor minore/97801–97900 | 97801–97900 Lista planetelor minore/97801–97900 | 97801–97900 Lista planetelor minore/97801–97900 | 97801–97900 Lista planetelor minore/97801–97900 | 97901–98000 Lista planetelor minore/97901–98000 | 97901–98000 Lista planetelor minore/97901–98000 | 97901–98000 Lista planetelor minore/97901–98000 | 97901–98000 Lista planetelor minore/97901–98000 | 97901–98000 Lista planetelor minore/97901–98000 |
| ----------------------------------------------- | ----------------------------------------------- | ----------------------------------------------- | ----------------------------------------------- | ----------------------------------------------- | ----------------------------------------------- | ----------------------------------------------- | ----------------------------------------------- | ----------------------------------------------- | ----------------------------------------------- | ----------------------------------------------- | ----------------------------------------------- | ----------------------------------------------- | ----------------------------------------------- | ----------------------------------------------- | ----------------------------------------------- | ----------------------------------------------- | ----------------------------------------------- | ----------------------------------------------- | ----------------------------------------------- | ----------------------------------------------- | ----------------------------------------------- | ----------------------------------------------- | ----------------------------------------------- | ----------------------------------------------- | ----------------------------------------------- | ----------------------------------------------- | ----------------------------------------------- | ----------------------------------------------- | ----------------------------------------------- | ----------------------------------------------- | ----------------------------------------------- | ----------------------------------------------- | ----------------------------------------------- | ----------------------------------------------- | ----------------------------------------------- | ----------------------------------------------- | ----------------------------------------------- | ----------------------------------------------- | ----------------------------------------------- | ----------------------------------------------- | ----------------------------------------------- | ----------------------------------------------- | ----------------------------------------------- | ----------------------------------------------- | ----------------------------------------------- | ----------------------------------------------- | ----------------------------------------------- | ----------------------------------------------- | ----------------------------------------------- |

| Predecesor: 96001–97000 | Lista planetelor minore 97001–98000 Semnificații ale numelor: 97001–98000 | Succesor: 98001–99000 |